# تیر (جنگ‌افزار)

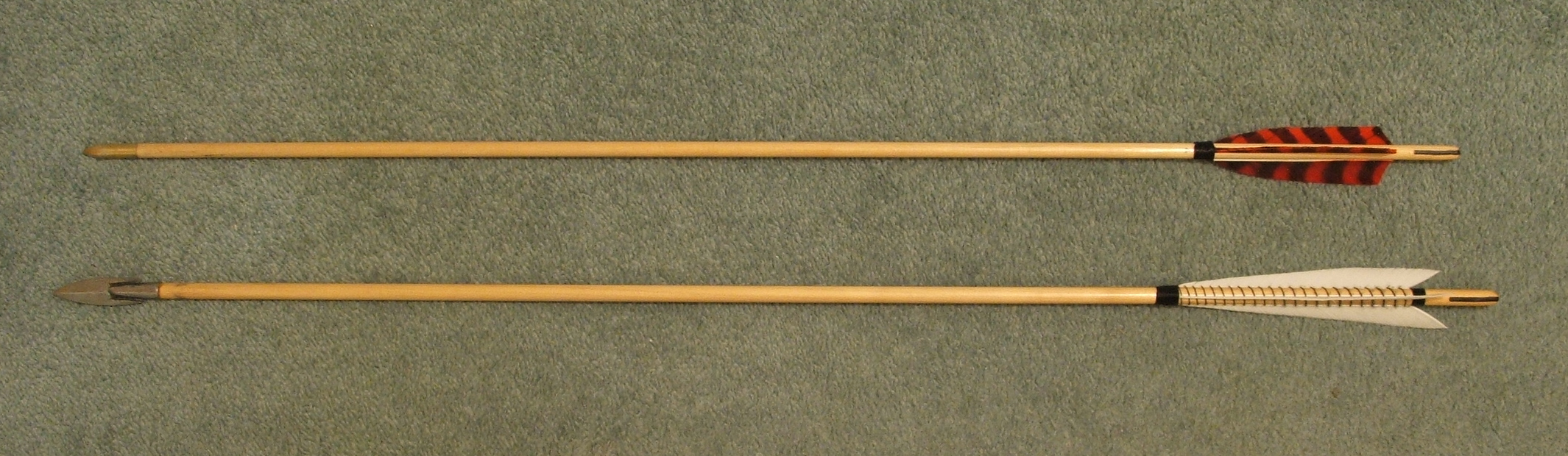
تیر سنتی (بالا) و روگرفت قرون وسطایی (پایین).

تیر پرتابه‌ای نوک تیز است که با کمان یا جنگ‌افزارهای مشابه مانند آربالت پرتاب می‌شود. تیر از پیش از تاریخ در بیشتر فرهنگ‌ها و تمدن‌ها بکار می‌رفته‌است.
اجزای تیر در گذشته از سه بخش اصلی تشکیل می‌شد:
- پیکان که از جنس سنگ یا فلز بود و نوک تیز تیر را تشکیل می‌داد.
- بدنه که از قطعه‌ای چوب دراز و صاف تهیه می‌شد.
- پر که از پر پرندگان تهیه می‌شد.

پیکان و پر را به دو انتهای بدنه می‌بستند. پیکان پس از پرتاب به هدف برخورد می‌کرد و به خاطر نوک تیز و سرعتی که داشت در آن فرومی‌رفت.
پر در حرکت مسقیم و پایدار تیر مؤثر بود.
تیرهای امروزی که در شکار و ورزش بکار می‌رود از مواد دیگری بجز چوب و پر ساخته می‌شوند.